# Kim Ye-ji
Kim Ye-Ji (Danyang, 4 settembre 1992) è una tiratrice a segno sudcoreana, medaglia d'argento nella categoria pistola, ai Giochi della XXXIII Olimpiade.

## Biografia
Kim è nata a Danyang. Nel 2024, ha partecipato ai Campionati asiatici di tiro vincendo una l'argento nella pistola ad aria compressa da 25 metri. Ha poi partecipato alla Coppa del Mondo ISSF 2024, dove ha vinto un bronzo a Monaco di Baviera nella pistola ad aria compressa da 25 metri e l'argento a Baku nella pistola ad aria compressa da 10 metri.
Ha partecipato ai Giochi olimpici di Parigi 2024 dove si é aggiudicata l'argento nella pistola ad aria compressa da 10 metri dietro solo alla connazionale Oh Ye-jin.

## Palmarès
- Giochi olimpici

Parigi 2024: argento nella pistola 10 m aria compressa.
- Campionati asiatici di tiro

Giacarta 2024: argento nella pistola 25 m aria compressa.